# Landes-Elternvereinigung der Gymnasien in Bayern
Die Landes-Elternvereinigung der Gymnasien in Bayern (LEV) ist ein eingetragener Verein und hat sich zur Aufgabe gemacht, die Mitverantwortung der Eltern bei der schulischen Erziehung im Bereich der Gymnasien zu verwirklichen. Die Vereinigung will den aus dieser Mitverantwortung der Eltern herrührenden Pflichten und Rechten Anerkennung verschaffen.

## Aufgaben
Die LEV berät:
- die Eltern bei allen Schulproblemen ihrer Kinder
- die Elternbeiräte bei der Wahrnehmung ihrer Aufgaben

Die LEV vertritt Elternanliegen:
- im Bayerischen Kultusministerium
- bei der Bayerischen Staatsregierung
- im Landesschulbeirat
- in Gesprächen mit Abgeordneten des Bayerischen Landtages

Die LEV führt regelmäßig Gespräche:
- mit dem Staatsinstitut für Schulqualität und Bildungsforschung (ISB)
- mit dem Bayerischen Philologenverband und anderen Lehrerverbänden
- mit anderen bayerischen Elternverbänden
- mit Vertretern der Hochschulen und der Wirtschaft

## Organisation
Die Landes-Eltern-Vereinigung der Gymnasien in Bayern ist ein eingetragener Verein und fungiert als Dachverband für Eltern der Gymnasien in Bayern. Im Schuljahr 2011/2012 waren von 402 Gymnasien in Bayern 354 Mitglieder der LEV. Somit vertritt die LEV ca. 300.000 Eltern von Schülerinnen und Schülern an bayerischen Gymnasien.
Die 354 angeschlossenen Gymnasien werden vertreten durch die von den Eltern gewählten Elternbeiräte. Diese bilden 33 Arbeitsgemeinschaften und stellen die Mitgliederversammlung. Diese Arbeitsgemeinschaften wiederum entsenden je einen Vertreter für den Landesausschuss. Die Mitgliederversammlung und der Landesausschuss wählen einen Gesamtvorstand mit 12 Personen, der aus seinen Mitgliedern einen Vorstandsvorsitzenden und seinen Stellvertreter bestimmt.

## Mitgliedschaft
Mitglieder des Vereins können werden:
- die gewählten Elternbeiratsvorsitzenden aller bayerischen Gymnasien oder deren Stellvertreter oder ein anderes Mitglied des Elternbeirats oder ein vom Elternbeirat beauftragter Elternklassensprecher, dieser aber längstenfalls für die Dauer der Amtsperiode des Elternbeirats.
- alle Eltern oder sonstige Erziehungsberechtigte, deren Kinder ein Gymnasium in Bayern besuchen, das nicht kooperativ dem Verein angeschlossen ist.
- andere natürliche oder juristische Personen, die die Vereinsziele ideell oder materiell fördern wollen.

## Vorsitzende
- 1950–1954: Heinz Roth
- 1954–1955: Ernst Durchholz
- 1955–1957: Karl Reichold
- 1957–1959: Ernst Durchholz
- 1959–1963: Friedrich Sixt
- 1963–1970: Harald Jaeger
- 1970–1971: Friedrich Howorka
- 1971–1973: Erich Frhr. v. Loeffelholz
- 1973–1975: Margarete Frfr. v. Pechmann
- 1975–1979: Johanna Kremsreiter
- 1979–1983: Anneliese Fischer
- 1983–1991: Peter Th. Miller
- 1991–1993: Ingrid Sailer
- 1993–1997: Henning Paul
- 1997–2001: Barbara Frfr. v. Schnurbein
- 2001–2005: Manfred Scherzer
- 2005–2011: Thomas Lillig
- 2011–2021: Susanne Arndt
- seit 2021: Birgit Bretthauer